# Dominique Renaud
Pour les articles homonymes, voir Renaud (homonymie).
 (novembre 2023).
Si vous disposez d'ouvrages ou d'articles de référence ou si vous connaissez des sites web de qualité traitant du thème abordé ici, merci de compléter l'article en donnant les références utiles à sa vérifiabilité et en les liant à la section « Notes et références ».
Dominique Renaud, né à Besançon le 9 août 1959, est un horloger inventeur et entrepreneur, figure centrale de l'horlogerie dès 1988. Il est à l'origine de la fabrication d'une grande partie des montres à hautes complications, notamment en fondant dans un premier temps, les manufactures Audemars Piguet (Renaud et Papi) SA et Christophe Claret SA (RPC SA). En 2023, il co-fonde la marque Renaud Tixier avec l'horloger Julien Tixier.

## Biographie

### Origine et formation

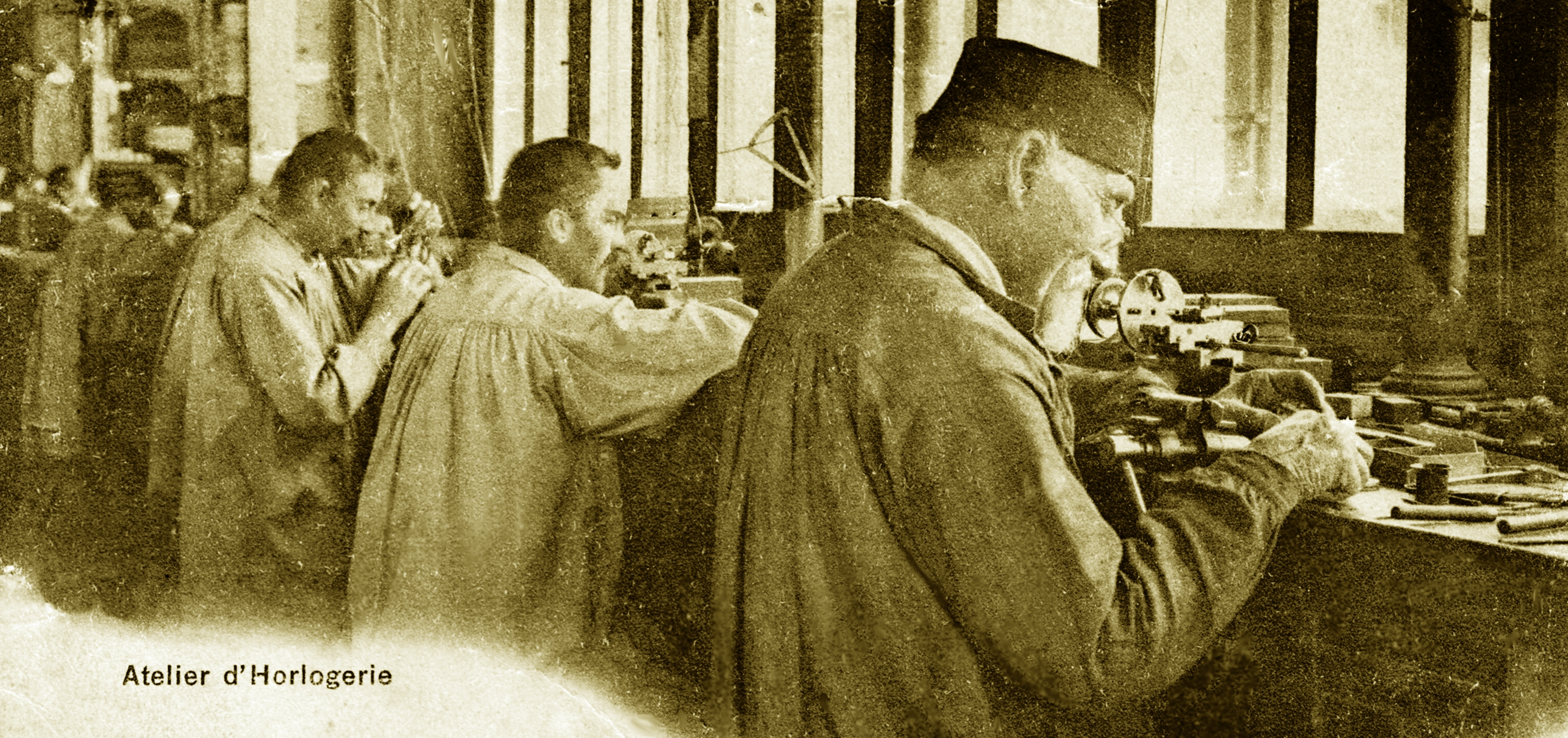
Atelier fabrique Lecoultre 1903. En premier plan Ami Henri Meylan née en 1827 (trisaïeul de Dominique Renaud)

Dominique Renaud est le deuxième d'une famille de quatre enfants. Du côté de sa mère, il est originaire de la vallée de Joux, et par sa quadrisaïeule Françoise-Suzanne Lecoultre, dite « la Fanchette », il est un descendant direct de la grande famille Lecoultre de la Forge. Cette grande famille a vu la naissance de Charles Antoine Lecoultre (le neveu de « la Fanchette »), fondateur de la Fabrique Lecoultre.
Sa mère Marie Lise Renaud est une horlogère régleuse, diplômée de l’école technique de la vallée de Joux. Elle est employée en Suisse, des manufactures Jaeger-LeCoultre au Sentier, et de Vacheron-Constantin à Genève.
Son père, Michel Renaud, est un horloger français de l’école d'horlogerie de Cluses. Il travaille notamment chez Vacheron-Constantin où il rencontre Marie-Lise. Ils se marient en Suisse puis déménagent en France à Besançon où Michel effectue la majeure partie de sa carrière au Centre technique de l'industrie horlogère (CETEHOR). Il y est responsable de la normalisation horlogère et intervient au niveau national et international de 1957 à 1990. Il obtient la médaille du travail en 1978.

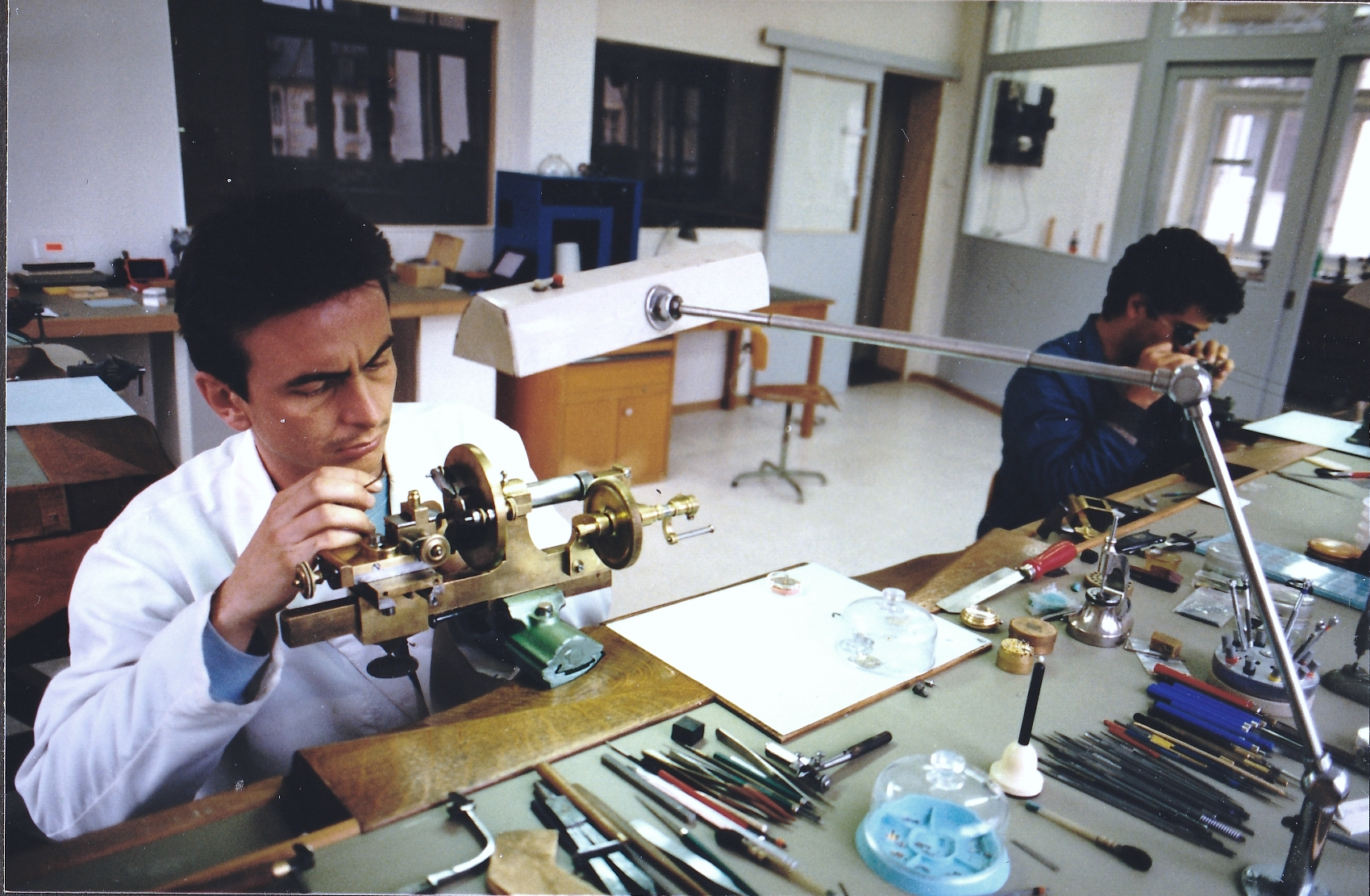
Dominique Renaud et Guilio Papi en 1988 La Chaux-de-Fonds

Dominique Renaud grandit à Besançon. C'est un garçon déjà passionné de mécanique et de montres qui décide de suivre la voie de ses parents. Il entre à l'École Nationale d'horlogerie de Besançon où il obtient son brevet d'horloger en 1976. Il est major de sa promotion.
En 1978, il effectue son service militaire à Bourg-Saint-Maurice en France, dans les troupes de montagnes, au septième bataillon de chasseurs alpins.

### Parcours professionnel première période
De 1976 à 1979, il travaille comme horloger dans diverses entreprises en France dont la station technique Lip à Saint-Étienne avec l'horloger Marc Zimmermann, ensuite à Besançon, au service après-vente de la marque Celly (magasin d’horlogerie Lanoir), à la Fabrique d’horlogerie Maty, puis à Morteau, (Le Russey) formateur au Groupement interprofessionnel de formation (GIF).
Fin 1979, il part pour la Suisse et offre ses services à la Manufacture Audemars Piguet au Brassus. Il y travaille 6 années dans l’atelier des montres squelettes et complications, en collaboration avec Michel Rochat, Xavier Mouquin, Régis Meylan et Giulio Papi. Il devient l'ami de Giulio Papi, leurs esprits inventifs les rapprochant. Ils décident ensemble de se mettre à leurs comptes.
En 1986, ils partent pour La Chaux-de-Fonds et fondent la société en noms collectifs Renaud & Papi. Celle-ci est transformée en 1988 en société anonyme, sous la raison sociale Renaud & Papi SA. La même année, elle s’établit au Locle (Suisse).
En 1988, à la manufacture IWC, Dominique Renaud et Giulio Papi rencontrent l’ingénieur Kurt Klaus, l'horloger Robert Greubel et l'homme d'affaires visionnaire Günter Blümlein (de). Renaud & Papi SA décroche son premier contrat majeur et participe au développement de la montre bracelet la plus compliquée au monde à l’époque, en réalisant la partie la plus complexe, soit le mécanisme de répétition minute modulaire.
La même année, les deux compères présentent une première collection de montre à l’Académie Horlogère des Créateurs Indépendants (AHCI). À cette occasion, ils font connaissance et se lient d'amitié avec quelques-uns des horlogers, dont Francois-Paul Journe, Franck Muller et Christophe Claret. Avec ce dernier, Ils fondent un an plus tard en 1989, une deuxième société anonyme sous la raison sociale RPC SA, qui prendra plus tard le nom de Christophe Claret SA. Robert Greubel, rencontré chez IWC est embauché comme horloger prototypiste chez Renaud & Papi SA. Il devient peu après codirecteur avec une part dans l'actionnariat. Dominique Renaud est administrateur unique des deux sociétés.
Ces deux sociétés atteignent une renommée internationale. Elles sont à l'avant garde en matière d'inventions, de développements et de fabrications de montres parmi les plus difficiles à réaliser et les plus chères au monde. Elles fournissent bientôt les plus grandes marques horlogères, telles qu'Audemars Piguet, Breguet, Ulysse Nardin, IWC, Jaeger-LeCoultre, A. Lange & Söhne, Girard-Perregaux, Parmigani, Cartier, Franck Muller, Harry Winston.

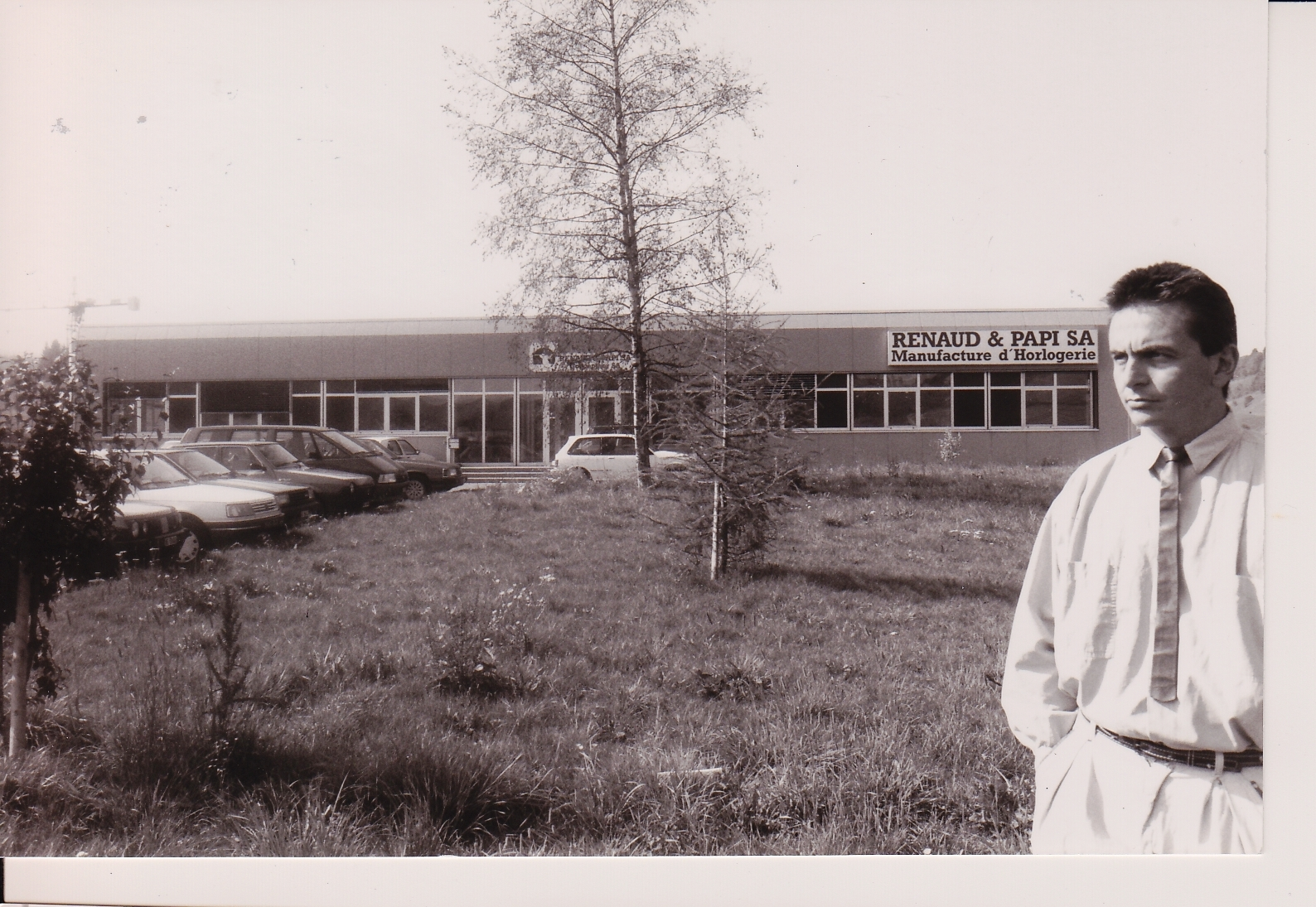
RENAUD & PAPI Le Locle 1990

En 1992, Audemars Piguet rentre dans le capital de Renaud & Papi SA à hauteur de 52 %. La raison sociale est modifiée plus tard sous le nom d'Audemars Piguet (Renaud & Papi) SA. Dominique Renaud quitte sa fonction d'administrateur unique, mais reste Vice-président, la présidence est donnée à George-Henri Meylan d'Audemars Piguet. Peu après Dominique Renaud et Giulio Papi décident de se retirer de RPC SA.
En 2000, Dominique Renaud décide de vendre la totalité de ses participations. Robert Greubel quitte également en 2000 pour créer Complitime SA avec Stephen Forsey, avant de fonder en 2006 la manufacture Greubel Forsey.

### Parcours professionnel deuxième période
Encore aujourd’hui, les sociétés dont Dominique Renaud est à l’origine comptent plusieurs centaines de collaborateurs et restent incontournables. De nouvelles marques clientes se sont ajoutées comme Richard Mille, Chanel, Hublot, HYT, Breitling, etc.
De 2000 à 2010, Dominique Renaud s’établit à Assas vers Montpellier (France) où il dessine et conçoit sa propre maison dans le Sud de la France. Il y garde un bureau et atelier à titre privé afin de poursuivre ses recherches et innovations horlogères. Son objectif est de revenir en Suisse pour s’exprimer à travers son propre nom.
Fin 2011, il revient effectivement s'installer en Suisse et fonde en 2013 avec un nouveau partenaire Luiggino Torrigiani une société anonyme sous la raison sociale Dominique Renaud SA à Eysins, dans le canton de Vaud. À noter que ce nouveau partenaire est le fondateur de Solar Impulse SA avec Bertrand Piccard et André Borschberg.
Dominique Renaud SA est conçue comme un laboratoire de recherche indépendant qui développe des prototypes désignés et signés Dominique Renaud, portant sur de nouveaux projets à caractère fortement innovant. Son idée est de revisiter certains fondamentaux de l’horlogerie mécanique, comme l’échappement et le résonateur. De nombreux brevets sont déposés. La société conseille également d’autres sociétés horlogères en parallèle dont la jeune marque HYT spécialisée dans la montre à affichage fluidique durant 2013 et 2014. Fin 2014, elle installe un nouveau local aux Ateliers de Renens. Quatre années d’étude et de construction sont nécessaires pour la réalisation d’une première montre signée Dominique Renaud, la DR01 TWELVE FIRST limitée à 12 exemplaires. Elle contient un nouveau balancier dont les pivots (DR Dual-Blade) forment une charnière agissant sur le fil de plusieurs lames. Ce premier mouvement d’horlogerie vertical possède aussi un nouvel échappement expérimental à neuf coups perdus. Cette montre est un manifeste horloger, un laboratoire sur poignet touchant au résonateur, à l’échappement et au design, qui ouvre de nouvelles voies à l’horlogerie mécanique dans le respect de la tradition horlogère.

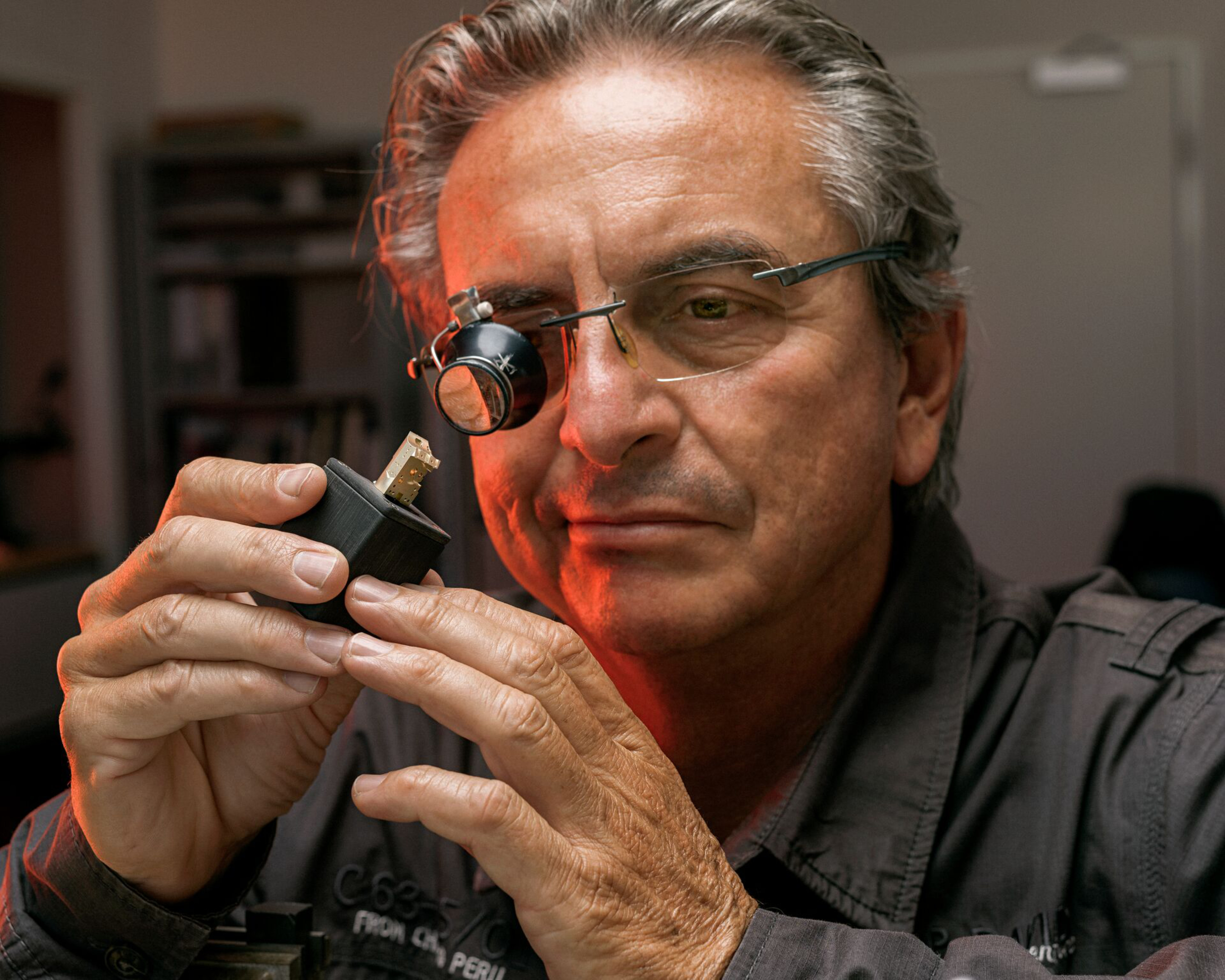
Le mouvement de la DR01 TWELVE FIRST avec son Dual Blade Resonator et son échappement à 9 coups perdus

Cette première montre vendue 1 million de francs suisse est livrée le 22 novembre 2017 à son commanditaire Monsieur Eric Freymond lors d’un événement dans sa galerie d’art contemporain à Genève (Espace Muraille). Chaque montre DR01 TWELVE FIRST est unique et constitue, non pas une pièce de série, mais une forme de prototype recevant des évolutions au fur et à mesure de chacune de leurs fabrications. Chaque collectionneur est considéré comme un pionnier participant à une odyssée horlogère ouvrant de nouveaux chapitres dans l’histoire de l’horlogerie susceptibles d'inspirer une nouvelle génération d'horlogers.
Le processus créatif de Dominique Renaud, de l’idée à la réalisation en passant par les maquettes, la mise au point, la décoration, les brevets et la démarche artistique et expérimentale, ainsi que le modèle économique de Dominique Renaud SA élaboré avec son partenaire Luiggino Torrigiani, sont salués dans de nombreux articles et invitations à des événements et salons horlogers:
- EPHJ (Environnement Professionnel Horlogerie-Joaillerie)[38],[39],[30]
- Deloitte forum horloger à Neuchâtel[40]
- Journée internationale du Marketing horloger à la Chaux-de-Fonds[41], Suisse
- Agefi (rédigé par Stéphane Gachet)[42]

La démarche de Dominique Renaud inspire également les artistes contemporains Arotin & Serghei, dans une œuvre allégorique du Temps directement inspirée par la DR01 TWELVE FIRST: Infinite Time Machine, exposée d’abord à l’Espace Muraille de Genève en novembre 2017 puis au Palais Schönborn-Batthyany de Vienne au printemps 2018, ainsi que le réalisateur Philippe Nicolet qui réalise en 3D le film Les nouvelles lames du temps.
Le 12 mars 2020, le tribunal de l'arrondissement de Lausanne déclare sa société Dominique Renaud SA en faillite. La marque Dominique Renaud est mise en vente aux enchères par l'office des poursuites et faillites. Dominique Renaud continue d'opérer sous une raison individuelle.
Sous la marque DRT (initiales de Dubuis Renaud Tixier) il réalise courant 2021 et 2022 la montre « Tempus Fugit » pour la Fondation Inartis, en collaboration avec le Docteur Benoît Dubuis (Président de l’académie des sciences et techniques) et le jeune horloger indépendant Julien Tixier.
Cette montre, finaliste du Grand prix de l’horlogerie de Genève 2022, est dotée d’un calendrier séculaire très complexe, le plus miniaturisé du monde, programmés sur 10'000 ans. Son mécanisme possède également une jauge de compte à rebours, indiquant le temps restant jusqu’à sa propre mort.
Ces mêmes années 2021-2022, en parallèle Dominique Renaud continue ses activités de recherche sur base de ses nombreux brevets en collaboration avec l’industriel Georges Leger de Timeless à Satigny (GE).
En 2022, à l’occasion du salon Time to Watch, il est le parrainde jeunes indépendants regroupés dans l’espace « Time to the future » organisé par Marc-Christian Perronet.
En 2023, il co-fonde la marque Renaud Tixier, dédiée à la rencontre entre ses innovations et le savoir-faire traditionnel horloger incarné par Julien Tixier. La marque se distingue dès ses débuts par le lancement de la montre Monday, un modèle emblématique équipé d’un système breveté de micro-rotor, offrant une meilleure efficacité de remontage du mouvement automatique. 
Ce mécanisme unique contribue au développement commercial de la marque, qui se retrouve rapidement référencée auprès de points de vente reconnus dans le monde entier.

## Distinctions
- Médaille d'honneur du travail, argent (1978)